# MTV Unplugged (album Brodki)
MTV Unplugged – zapis z koncertu o tym samym tytule artystki Moniki Brodki. Płyta ukazała się 18 stycznia 2019 roku. Wydana została w dwóch wersjach – CD i digipaku CD+DVD. W tym koncercie zespół wsparło wiele znanych muzyków takich jak: Krzysztof Zalewski i Dawid Podsiadło. Koncert miał miejsce 12 kwietnia 2018 roku w Centrum Spotkania Kultur.
Podczas koncertu Brodka wykonała utwory z „Clashes”, „Grandy”, EP-ki „LAX” oraz debiutanckiego albumu zatytułowanego po prostu „Album” z 2004 roku.

## Lista utworów
1. „Can’t Wait For War” – 5:23
2. „Horses” – 4:02
3. „Funeral” – 4:39
4. „K. O.” – 4:58
5. „Haiti” – 3:59
6. „Varsovie” – 3:27
7. „W Pięciu Smakach” – 1:54
8. „Up In The Hill” – 3:22
9. „Syberia” – 3:51 (gościnnie: Krzysztof Zalewski)
10. „Krzyżówka Dnia” – 3:43
11. „Granda” – 3:31
12. „Santa Muerte” – 4:25 (gościnnie: Dawid Podsiadło)
13. „Heart-Shaped Box” – 7:14
14. „Dreamstreamextreme” – 3:27
15. „Ten” – 7:01